# Tunezja na Letnich Igrzyskach Olimpijskich 2000
Tunezję na Letnich Igrzyskach Olimpijskich 2000 reprezentowało 47 zawodników, 40 mężczyzn i 7 kobiet.

## Skład kadry

### Boks
Mężczyźni
- Moez Zemzeni

waga kogucia, do 54 kg (odpadł w 1 rundzie)
- Naoufel Ben Rabah

Waga lekka, do 60 kg (odpadł w 1 rundzie)
- Sami Khelifi

waga lekkopółśrednia, do 63,5 kg (odpadł w 1 rundzie)
- Kamel Chater

waga półśrednia, do 67 kg (odpadł w 2 rundzie)
- Mohamed Marmouri

waga lekkośrednia, do 71 kg (odpadł w 2 rundzie)

### Judo
Mężczyźni
- Abdessalem Arous
- Makrem Ayed
- Skander Hachicha
- Sadok Khalki
- Anis Lounifi
- Hassen Moussa

Kobiety
- Saida Dhahri
- Hayet Rouini
- Nesria Traki

### Lekkoatletyka
Mężczyźni
- Soufiene Labidi

bieg na 400 m (odpadł w 2 rundzie eliminacji)
- Mohamed Habib Belhadj

bieg na 800 m (odpadł w 1 rundzie eliminacji)
- Lotfi Turki

bieg na 3000 m z przeszkodami (odpadł w 1 rundzie eliminacji)
- Maher Ridane

rzut oszczepem (odpadł w kwalifikacjach)
- Hatem Ghoula

chód na 20 km (36. miejsce)
- Tahar Mansouri

maraton (38. miejsce)
Kobiety
- Awatef Ben Hassine

bieg na 400 m (odpadła w 1 rundzie eliminacji)
- Fatma Lanouar

bieg na 1500 m (odpadła w 1 rundzie eliminacji)
- Monia Kari

rzut dyskiem (odpadła w kwalifikacjach)

### Piłka ręczna
Mężczyźni
- Anouar Ayed
- Oualid Ben Amor
- Ouissem Bousnina
- Ouissem Hmam
- Makrem Jerou
- Ali Madi
- Mohamed Madi
- Haikel Meguennem
- Mohamed Messaoudi
- Mohamed Riadh Sanaa
- Dhaker Seboui
- Sobhi Sioud
- Issam Tej
- Slim Zehani

### Pływanie
Mężczyźni
- Oussama Mellouli

400 m stylem zmiennym (odpadł w eliminacjach)

### Podnoszenie ciężarów
Mężczyźni
- Youssef Sbai

kategoria do 69 kg (10. miejsce)

### Szermierka
Mężczyźni
- Maher Ben Aziza

### Tenis stołowy
Mężczyźni
- Gdara Hamam

### Wioślarstwo
Mężczyźni
- Riadh Ben Khedher

Kobiety
- Ibtissem Trimèche

### Zapasy
Mężczyźni
- Omrane Ayari
- Amor Bach Hanba
- Mohamed Barguaoui
- Hassan Fkiri